# Артур Шпитгоф
Артур Шпитгоф, (нім. Arthur Spiethoff, 13 травня 1873, м. Дюссельдорф — 4 квітня 1957, м. Тюбінген) — відомий німецький економіст. У своїх статтях розглядав проблему економічних циклів і кризових явищ в економіці.
Навчався в Гумбольдтському університеті Берліна. У якості професора викладав в Університеті Карла-Фердинанда, пізніше - в Боннському університеті.
Шпитгоф вважається одним із засновників сучасних економічних досліджень. А також одним із перших, хто пояснив механізм та принцип дії прискорювача економічного розвитку.

## Біографія
Артур Шпитгоф народився 13 травня 1873 року в німецькому місті Дюссельдорф. Його батько Фрідріх Шпитгоф був письменником, молодший брат Бодо Шпитгоф — дерматологом. Після вивчення економіки в Університеті Фрідріха-Вільгельма в Берліні, він до 1908 року був помічником Густава Шмоллера — одного з найбільш авторитетних представників так званої «молодої історичної економічної школи». 18 лютого 1905 року отримав докторський ступінь, захистивши дисертацію на тему: «Внесок в аналіз і теорію загальноекономічних криз». Пізніше почав викладати у якості професора в одному з провідних університетів Центральної Європи, Університеті Карла-Фердинанда в Празі. Після Першої світової війни він викладав також і в Боннському університеті.
В 1939 році Артур Шпитгоф вийшов на пенсію. 
Помер А. Шпитгоф 4 квітня 1957 року в німецькому місті Тюбінген, у віці 83 років.

## Внесок в економічну науку
Артур Шпитгоф здобув популярність завдяки дослідженню природи економічних циклів. Він був першим, хто пояснив природу циклічності економіки та здійснив спробу здійснення макроекономічного прогнозування. Він також виявив, що першими ознаками наближення кризи є надлишкове накопичення капіталу з одночасним зниженням зарплати працівників. Шпитгоф довів, що інтенсивна капіталізація економіки призводить до перенасичення ринку капіталом. Логічна послідовність полягає в тому, що підприємець вкладає свої гроші в основні фонди, якими потім зможе користуватися певний період часу. Але згодом конкурентність зростає і норма прибутку починає падати. Це призводить до скорочення обсягів виробництва. А далі – до зниження зарплати або ж навіть, у кінцевому підсумку, до звільнення працівників. Тобто відбувається скорочення реальних доходів населення, наслідком якого є скорочення обсягів споживання кінцевих товарів і послуг. У свою чергу, це спричиняє початкову фазу економічної кризи. Шпитгоф вважав, що виходом з кризи може стати впровадження нових відкриттів або винаходів, які створюють додаткову ємність капіталоутворення. Таким чином, знову відбудеться залучення капіталів, внаслідок якого зростатимуть доходи населення й економіка в країні вийде із кризи.
У 1902 році Шпитгоф написав свою першу наукову працю про економічні цикли. Вона була опублікована в 1923 році у «Словнику-довіднику з суспільно-політичних наук» («Handwdrterbuch der Staatswissenschaften»; School Dictionary of Political Science). У 1953 році був опублікований нарис «Кризи» під назвою «Економічні цикли» («Business Cycles»).
У статтях «Історичний характер економічних теорій» («The Historical Character of Economic Theories», 1952) та «Чиста теорія та економічна гештальт-теорія» («Pure Theory and Economic Gestalt Theory», 1953) Шпитгоф сформулював концепцію економічних циклів.

## Нагороди
У 1953 році А. Шпитгоф був нагороджений орденом «За заслуги перед Федеративною Республікою Німеччина».

## Список основних праць
- «Густав фон Шмоллер і німецька історична економіка» («Gustav von Schmoller und die deutsche geschichtliche Volkswirtschaftslehre», 1938.);
- «Земля і квартира в ринковій економіці» («Boden und Wohnung in der Marktwirtschaft», 1934.);
- «Фестріфт для Вернера Зомбарта до сімдесятиріччя з дня його народження 19 січня 1933 року» («Festgabe für Werner Sombart zur siebenzigsten Wiederkehr seines Geburtstages 19. Jänner 1933.», 1933.);
- «Стан і майбутнє економічних досліджень» («Der Stand und die nächste Zukunft der Konjunkturforschung», 1933.);
- «Фінанси Австрії та війна» («Österreichs Finanzen und der Krieg», 1915.);
- «Вплив виробництва золота на ціноутворення 1890—1913» («Der Einfluß der Golderzeugung auf die Preisbildung 1890—1913»);
- «Економічне зближення німецького рейху та його союзників» («Die wirtschaftliche Annäherung zwischen dem Deutschen Reiche und seinen Verbündeten»);
- «Внесок у вивчення економічних змін: підйом, криза, стагнація» («Beiträge zur Erforschung der wirtschaftlichen Wechsellagen: Aufschwung, Krise, Stockung»).